# Tropheus duboisi
Tropheus duboisi é um peixe da família Cichlidae.
É uma espécie endêmica do continente africano, encontrada no Lago Tanganica e possui 3 sub-espécies:  "Maswa", "Karilani Island" e "Kigoma", nome dado de acordo com a região onde cada uma vive no lago.
O habitat do Tropheus duboisi são rochas e cavernas encontradas em profundidades que vão de 4 a 15 metros. A água do Lago Tanganica tem PH variando de 8.8 a 9.3 e temperatura entre 24°C e 28°C.
A alimentação do Tropheus duboisi é composta com 99% de matéria vegetal e 1% animal, como pequenos crustáceos.
Sua coloração quando juvenil é preto/azulado coberto de pequenos pontos brancos. Durante seu crescimento, passa por variações que o deixarão com o corpo negro, a cabeça azulada e uma faixa branca ou amarelada.
A reprodução do Tropheus duboisi se dá por incubação bucal, de maneira que a fêmea carrega os ovos em sua boca até sua eclosão, ou até que os filhotes possam viver em sua colônia sem perigo.